# Micky Dolenz
George Michael Dolenz, poznatiji kao Micky Dolenz, američki je glumac, glazbenik, televizijski i kazališni redatelj te radijski djelatnik slovenskog podrijetla. Bio je pjevač sastava The Monkees. Otac George i majka Janelle također su bili filmski glumci.
Rođen je u Los Angelesu 1945. godine. U dobi od jedanaest godina glumio je u dječjoj emisiji Cirkusant pod glumačkim pseudonimom Mickey Braddock. Završetkom srednje škole dobiva ulogu bubnjara u TV seriji The Monkees, po kojoj će kasnije nazvati svoj uspješni pop-rock sastav, čiji je prvi album bio najprodavaniji u Sjedinjenim Državama, Kanadi i Ujedinjenom Kraljevstvu te je dobio peterostruku platinastu potvrdu. Naredna četiri albuma također su dostigla prva mjesta američke ljestvice i zaradila platinaste potvrde. Nakon svega petogodišnjeg (1966. – 1971.) djelovanja, povremeno su Monkeesi održavali turneje (1967., 1986., 2001. i 2011.) i slavljeničke koncerte, a u rasponu od pet desetljeća izdali su preko dvadeset kompilacijskih albuma.
Nakon glazbene karijere, dao je glasove u brojnim crtanim filmovima te je ostvarivao sporedne i cameo uloge u raznim sitcomima i televizijskim serijama. Režirajući uprizorenje gangsterskog filma Bugsy Malone za kazališne daske, proslavio je tada još nepoznatu četrnaestogodišnju Velšanku Catherinu Zeta-Jones.
Ženio se triput te je otac četiriju kćeri.

## Vanjske poveznice
- Micky Dolenz u internetskoj bazi filmova IMDb-u (engl.)
- Službene stranice